# 庸州 (开皇)
庸州，中国隋朝时设置的州。
开皇初年置，治所在石城县（今重庆市黔江土家族苗族自治县境内）。辖境相当今重庆市黔江、酉阳两自治县交界处。大业三年（607年）废。 